# Liste der Monuments historiques in Avesnelles
Die Liste der Monuments historiques in Avesnelles führt die Monuments historiques in der französischen Gemeinde Avesnelles auf.

## Liste der Objekte
| Bezeichnung                                              | Beschreibung                             | Standort                      | Kennzeichnung | Schutzstatus | Datum | Bild |
| -------------------------------------------------------- | ---------------------------------------- | ----------------------------- | ------------- | ------------ | ----- | ---- |
| Hauptaltar mit Tabernakel und Retabel                    | Holz, bemalt und vergoldet, 1843         | in der Kirche Notre-Dame      | PM59004258    | Inscrit      | 1980  |      |
| Skulptur Madonna mit Kind                                | Holz, vergoldet, 17. Jahrhundert         | in der Kirche Notre-Dame      | PM59004262    | Inscrit      | 1980  |      |
| Nördlicher Seitenaltar                                   | Holz, vergoldet, 19. Jahrhundert         | in der Kirche Notre-Dame      | PM59004259    | Inscrit      | 1980  |      |
| Südlicher Seitenaltar                                    | Holz, vergoldet, 18./19. Jahrhundert     | in der Kirche Notre-Dame      | PM59004260    | Inscrit      | 1980  |      |
| Skulptur des heiligen Fiacrius                           | Holz, polychrom gefasst, 17. Jahrhundert | in der Kirche Notre-Dame      | PM59004261    | Inscrit      | 1980  |      |
| Skulptur Heilige Anna mit Maria                          | Holz, polychrom gefasst, 16. Jahrhundert | in der Kirche Notre-Dame      | PM59004263    | Inscrit      | 1980  |      |
| Kelch                                                    | Silber, 18. Jahrhundert                  | in der Kirche Notre-Dame      | PM59004264    | Inscrit      | 1980  |      |
| Sechs Kerzenständer                                      | Bronze, versilbert, 19. Jahrhundert      | in der Kirche Notre-Dame      | PM59004265    | Inscrit      | 1980  |      |
| Zwei Leuchter                                            | Kupfer, 19. Jahrhundert                  | in der Kirche Notre-Dame      | PM59004266    | Inscrit      | 1980  |      |
| Zwei Türflügel                                           | Holz, 16. Jahrhundert                    | in der Kirche St-Denys (Lage) | PM59000024    | Classé       | 1910  |      |
| Zwei Figuren: Heiliger Christopherus und heiliger Rochus | Alabaster, Anfang des 18. Jahrhunderts   | in der Kirche St-Denys (Lage) | PM59000025    | Classé       | 1910  |      |
| Drei Hocker                                              | Holz, 18. Jahrhundert                    | in der Kirche St-Denys (Lage) | PM59000026    | Classé       | 1910  |      |
| Taufbecken                                               | Stein, 1535                              | in der Kirche St-Denys (Lage) | PM59000027    | Classé       | 1922  |      |
| Skulptur des heiligen Dionysius                          | Holz, polychrom gefasst, 16. Jahrhundert | in der Kirche St-Denys (Lage) | PM59000029    | Classé       | 1981  |      |
| Zwei Figuren: Apostel Paulus und Bartholomäus            | Holz, 15. Jahrhundert                    | in der Kirche St-Denys (Lage) | PM59000028    | Classé       | 1935  |      |
| Skulptur Christus am Kreuz                               | Elfenbein, 17. Jahrhundert               | in der Kirche St-Denys (Lage) | PM59000030    | Classé       | 1981  |      |